# 施莱陶
施莱陶（德語：Schlettau，發音：[ˈʃlɛtaʊ] ⓘ）是德国萨克森州厄尔士山县的城市，面积21.22平方千米，2023年12月31日人口为2,272人。